# Crotalaria cunninghamii
Espèce
Statut de conservation UICN

 LC  : Préoccupation mineure
Crotalaria cunninghamii est une espèce de plantes à fleurs de la famille des légumineuses (Fabaceae). Elle est originaire, et répandue  à l'intérieur du nord de l'Australie. Elle porte le nom du botaniste Allan Cunningham. Elle colonise les dunes de sable instable, le long des cours d'eau et dans les communautés de mulgas. Elle est pollinisée par les abeilles et par des méliphages.

## Description
C'est un arbuste vivace qui pousse environ 1 à 3 m de hauteur. Elle possède des branches poilues ou laineuses et un feuillage d'un vert terne. Les feuilles, ovales, font d'environ 30 mm de long, les grandes fleurs verdâtres sont striés de fines lignes noires et les gousses en forme de club font jusqu'à 50 mm de long. Les fleurs se développent sur de longues tiges aux extrémités de ses branches. La fleur ressemble à un oiseau attaché par son bec à la tige centrale du capitule.

## Usages et culture
La sève des feuilles a été utilisée par les Autochtones pour traiter les infections oculaires, 
Elle peut être cultivée dans les zones chaudes. Elle exige des sols bien drainés et une exposition en plein soleil. Elle n'est pas adaptée aux climats froids ou où il y a des gelées. La propagation se fait à partir de graines, qui germent facilement après un traitement à l'eau bouillante, ou à partir de boutures.